# Первомайська сільська рада (Мелеузівський район)
Первома́йська сільська рада (рос. Первомайский сельский совет) — муніципальне утворення у складі Мелеузівського району Башкортостану, Росія. Адміністративний центр — присілок Первомайська.

## Населення
Населення — 2578 осіб (2019, 2584 в 2010, 2478 в 2002).

## Склад
До складу поселення входять такі населені пункти:
| Населений пункт           | Населення, осіб (2002) | Населення, осіб (2010) |
| ------------------------- | ---------------------- | ---------------------- |
| Більський, присілок       | 345                    | 331                    |
| Дмитрієвка, присілок      | 8                      | 5                      |
| Кізрай, присілок          | 370                    | 342                    |
| Первомайська, присілок    | 725                    | 764                    |
| Самаро-Івановка, присілок | 365                    | 320                    |
| Самійловка, присілок      | 197                    | 273                    |
| Старомусино, присілок     | 52                     | 66                     |
| Тюляково, присілок        | 142                    | 241                    |
| Узя, присілок             | 274                    | 242                    |